# 하시영
하시영(본명: 문혜남, 1988년 4월 28일 ~ )은 대한민국의 레이싱 모델이다.

## 경력

### 에이빙모델 경력
- 2017년 - 서울모터쇼 렉서스 포즈모델
- 2016년 - 부산국제모터쇼 르노삼성 포즈모델
- 2014년 - 부산국제모터쇼 렉서스부스 포즈모델
- 2013년 - 투어링 카 시즌 아시아 오피셜 모델
- 2013년 - 서울모터쇼 토요타 포즈모델

### 레이싱모델 경력
- 2012년 - F1 코리아 그랑프리 그리드걸 모델
- 2013년 - CJ헬로비전 슈퍼레이스 챔피언십 인제오토피아 레이싱팀 전속모델
- 2014년 - CJ헬로모바일 슈퍼레이스 챔피언십 인제오토피아 레이싱팀 전속모델
- 2015년 - CJ헬로모바일 슈퍼레이스 챔피언십 인제오토피아 레이싱팀 전속모델
- 2016년 - CJ대한통운 슈퍼레이스 챔피언십 인제오토피아 레이싱팀 전속모델